# オル・チキ文字
オル・チキ文字（オル・チキもじ、Ol Ciki）は、オル・チェメット文字(Ol Cemet')、または単にオルとも呼ばれ、1925年にインド東部のサンタル人、ラグナート・ムルムにより、サンタル語を表記するために考え出された文字である。左から右へ書かれる。インドで一般的なアブギダではなく、アルファベットである。

## 歴史
サンタル語は伝統的にはデーヴァナーガリー、ベンガル文字、オリヤー文字、およびラテン文字で表記されてきた。オル・チキ文字はこれらの文字と比べると歴史もない弱小な表記体系だったが、徐々に使用されるようになり、1979年には西ベンガル州政府がオル・チキ文字をサンタル語を表記するための文字として公認した。なお、サンタル語は2003年にインドの憲法第8附則指定言語となった。
オルチキ文字の字形は、サンタル人になじみ深い記号から取られているという。たとえば[n]の音を表す「en」という文字名は「脱穀する」という意味があり、人が足で穀物を踏んでいる様子が元になっているという。しかし実際には文字を見てそれが何を表しているかを知るのは難しい。

## 特徴
オル・チキ文字は30文字から構成され、5行6列の文字表の上に配列されている。表の一番左は母音、2番目が無声子音、3番目が有声・喉頭化子音、4番目が鼻音、5番目がそれ以外（接近音、ふるえ音、側面音など）になっている。文字の名前は、母音の場合「l」にその母音を後続させる。子音の場合は同じ列の母音にその子音を後続させる。たとえば最初の文字は[ɔ]なので、文字名称は[lɔ]になる。2番目の字は[t]を表すので、文字名称は[ɔt]になる。
最後の1文字は、子音字に後続させて、帯気音を表す（文字名は[oɦ]）。
オル・チキ文字はサンタル語南方方言を元に作られているが、この方言では母音が6つしかない。ほかの方言では8つないし9つの母音があり、オル・チキ文字でこれらの母音を表すには母音字の右下に点を打つ。たとえば、[a]を表す字に点をつけると[ə]、[e]を表す字の右下に点を打つと[ɛ]を表す。
有声子音と喉頭化子音は同じ字で書かれる（たとえば3番目の字は[kʼ]と[ɡ]の両方の音を持つ）。多くの場合、両者は環境によって区別される。すなわち語末では喉頭化音、語中では子音の前で喉頭化音が、母音の前では有声子音が現れる。しかし語頭ではどちらであるかが決定できないので、有声子音を意味する場合にはオホット([ɔhɔtʼ])と呼ばれる記号を付加する。
記号には、ほかに以下のものがある。
- 母音字の右上に点を打つと、鼻母音を表す[4]。
- 母音字の右上にチルダのような記号を加えると、長母音を表す[2]。
- 文字の右上にハイフンのような記号を加えると、そこで形態素が切れることを表す。語中の喉頭化子音に母音が後続するとき、子音にこの記号を加えて、子音が有声子音と解釈されるのを防ぐためにも用いられる[2]。

## Unicode
Unicode では、バージョン5.1 (2008)で追加された。以下の領域に次の文字が収録されている。
| U+   | 0 | 1 | 2 | 3 | 4 | 5 | 6 | 7 | 8 | 9 | A | B | C | D | E | F |
| ---- | - | - | - | - | - | - | - | - | - | - | - | - | - | - | - | - |
| 1C50 | ᱐ | ᱑ | ᱒ | ᱓ | ᱔ | ᱕ | ᱖ | ᱗ | ᱘ | ᱙ | ᱚ | ᱛ | ᱜ | ᱝ | ᱞ | ᱟ |
| 1C60 | ᱠ | ᱡ | ᱢ | ᱣ | ᱤ | ᱥ | ᱦ | ᱧ | ᱨ | ᱩ | ᱪ | ᱫ | ᱬ | ᱭ | ᱮ | ᱯ |
| 1C70 | ᱰ | ᱱ | ᱲ | ᱳ | ᱴ | ᱵ | ᱶ | ᱷ | ᱸ | ᱹ | ᱺ | ᱻ | ᱼ | ᱽ | ᱾ | ᱿ |

## 日本における使用
アニメスペース☆ダンディ第11話「お前をネバー思い出せないじゃんよ」にて、文字型宇宙人がこの姿をしている。